# Centre communal d'action sociale
Pour les articles homonymes, voir CCAS.

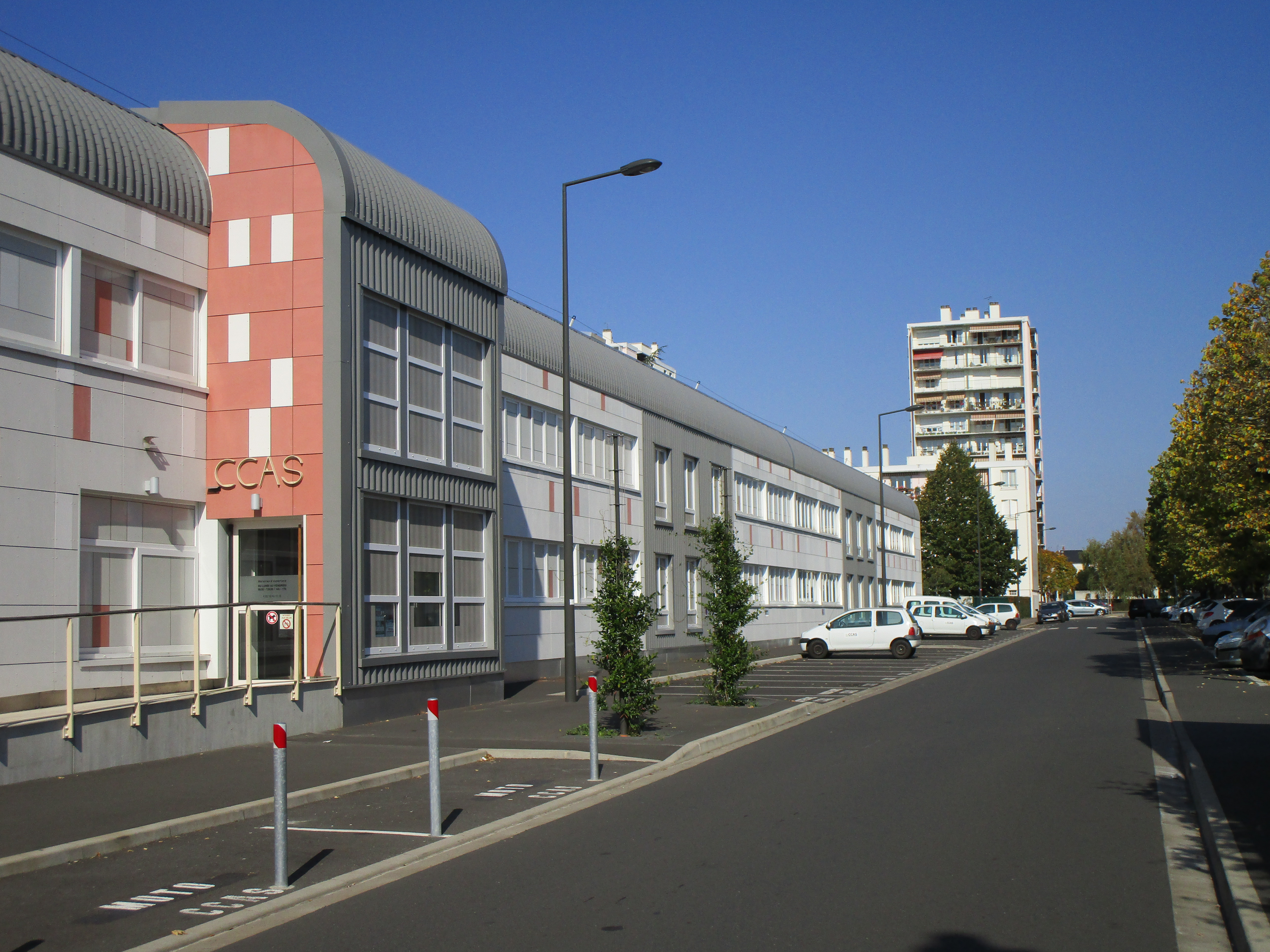
Un centre communal d'action sociale à Tours.

Un centre communal d'action sociale (CCAS) est, en France, un établissement public administré par un conseil d'administration présidé par le maire de la commune. Il a pour mission d'animer une action générale de prévention et de développement social au sein de la commune en liaison étroite avec les institutions publiques et privées.
Lorsqu’il n’y a pas de centre communal d'action sociale, notamment pour les communes de moins de 1 500 habitants, la mairie est à même de fournir les informations complémentaires. Lorsque plusieurs communes se regroupent au sein d'un établissement public de coopération intercommunale et fusionnent leurs CCAS respectifs, cet établissement est alors appelé centre intercommunal d'action sociale (CIAS).

## Historique
L'action sociale apparaît comme une préoccupation ancienne, dont les conceptions et les pratiques n'ont cessé d'évoluer.
En effet, les actions volontaires, souvent d'origine chrétienne et familiale, sont désormais devenues de véritables droits.
Dans l'Antiquité, l'assistance était perçue comme une simple obligation morale.
Au Moyen Âge, l'Église devient le principal acteur de lutte contre la misère croissante. Mais sous l'Ancien Régime, l'aumône et la charité sont municipalisées et laïcisées, répondant ainsi au souci du maintien de l'ordre public.
La Révolution apporte un nouveau regard sur les problèmes de paupérisation, en développant l'idée selon laquelle l'aide sociale doit être considérée comme une « créance sur la société », un véritable droit pour ses bénéficiaires.
Ces réflexions donneront lieu, sous le Directoire et la Troisième République, à deux lois :
- Loi du 7 Frimaire An V (27 novembre 1796) : Création des « bureaux de bienfaisance », chargés de recevoir, gérer et répartir « le droit des pauvres » (taxes sur les spectacles).
- Loi du 15 juillet 1893 : Création des « bureaux d'assistance » dont le rôle était d'assurer une assistance médicale.

Pendant 60 ans, ces deux établissements coexistent non sans difficultés et confusion. C'est pourquoi, après une longue période de réflexion sur une réforme de l'assistance, le décret du 29 novembre 1953 procède à la fusion des Bureaux de Bienfaisance et des Bureaux d'assistance en une institution d'aide sociale, le Bureau d'Aide Sociale.
Parallèlement à cette réforme, est instauré un système de protection sociale ; il s'agit de l'organisation d'une véritable solidarité nationale.
- La loi du 6 janvier 1986, prenant en compte la décentralisation, consacre la nouvelle dénomination des Bureaux d'Aide Sociale qui deviennent ainsi les Centres Communaux d'Action Sociale, passage symbolique d'un organisme d'assistance à une institution active. Par ce texte, le législateur leur confie une compétence globale dans le champ de l'action sociale et médico-sociale.
- Le décret du 6 mai 1995 apporte encore davantage de légitimité aux CCAS, en élargissant leur cadre d'intervention, et complétant l'arsenal juridique en matière d'organisation et de fonctionnement.

## Fonctionnement
Il est un établissement public communal intervenant principalement dans trois domaines :
- l'aide sociale légale qui, selon la loi, est sa seule attribution obligatoire ;
- l'aide sociale facultative et l'action sociale, matières pour lesquelles il dispose d'une grande liberté d'intervention et pour lesquelles il met en œuvre la politique sociale déterminée par les élus locaux ;
- l'animation des activités sociales.

Existant de plein droit à l'échelon local et dont la compétence s'exerce uniquement sur le seul territoire de la commune, le Centre communal d'action sociale est une personne morale de droit public (plus précisément un établissement public à caractère administratif (EPA) communal ou intercommunal), et son contentieux relève de la juridiction administrative. Bien qu'enfermée dans une spécialisation assez étroite, il a une autonomie de gestion, même s'il est rattaché à une collectivité territoriale.
Pour remplir la tâche qui lui est impartie, le Centre communal d'action sociale dispose d'un organe de gestion : le conseil d'administration, et de moyens propres : un budget autonome et du personnel relevant de son autorité.
Les CCAS sont répartis en France sur : Ile-de France, Nord-Est, Nord-Ouest, Sud-Est, Sud-Ouest, France Outre-Mer, soit au total en six zones.

### Gestion
Le conseil d'administration est composé comme suit :
- un président : le maire de la commune (ou le président de la communauté de communes si CIAS) ;
- de 4 à 8 membres élus par le conseil municipal (ou le conseil de communauté) en son sein ;
- de 4 à 8 membres nommés par le président dont :
  - un représentant des associations œuvrant dans le domaine de l'insertion et de la lutte contre les exclusions ;
  - un représentant des associations familiales désigné sur proposition de l'Union départementale des associations familiales (UDAF) ;
  - un représentant des associations de retraités et de personnes âgées du département ;
  - un représentant des associations de personnes handicapées du département.

Le conseil d'administration gère le CCAS comme le CIAS. À ce titre, il est habilité à prendre des délibérations qui sont tenues sur un registre spécial. Afin d'assurer le secret de certaines décisions, ce registre se compose de deux tomes : un, relatif aux actes communicables (décisions de portée générale), et un autre, relatif aux actes non communicables (décisions individuelles). Ainsi, le conseil d'administration vote l'ensemble des documents budgétaires, décide des actions à mener, émet son avis sur les demandes d'aide sociale facultative et est chargé de pourvoir à l'exécution de ses délibérations, notamment par le vote des crédits et la création des emplois nécessaires.

### Moyens
Le Centre communal d'action sociale dispose d'un budget autonome qui prend notamment en compte le personnel nécessaire à l'accomplissement de ses actions.
Trois sources de financement peuvent être distinguées :
- les ressources propres : les dons et legs ainsi que les produits de quêtes ou de collectes ;
- les ressources liées aux services et aux actions créés et gérées par le Centre communal d'action sociale : le remboursement par le service départemental d'aide sociale des frais d'enquête pour constitution des dossiers d'aide sociale, les participations de divers organismes au financement de certaines actions et prestations (département, caisses de retraite…), ainsi que les participations des bénéficiaires des services et prestations assurées par le Centre communal d'action sociale ;
- les ressources extérieures non affectées à une action précise : ces ressources proviennent de la subvention communale qui constitue l'apport prépondérant et obligatoire au fonctionnement de tous les Centres communaux d'action sociale.

Enfin, pour appliquer les délibérations prises par le conseil d'administration, le Centre communal d'action sociale dispose d'un personnel qui est soumis aux mêmes règles que les agents communaux : le statut de la fonction publique territoriale.

### Fédération
Les CCAS sont fédérés depuis 1926 au sein de l'Union nationale des centres communaux d'action sociale (UNCCAS).